# 王锴
王锴（861年—928年8月16日），字钧化，一字鱣祥，五代十国时期前蜀宰相。後跟隨蜀主王衍投降後唐。

## 家世
王锴出生地不详，墓志作太原人。还未乡试就被宰相张濬、陆扆、裴贽、王溥认为可以大成，右丞李渥主持科举，选中他为甲科，他因此得到时誉。崔胤入相，他释褐拜弘文馆校书郎。
唐朝末年唐昭宗天复三年（903年）王锴被征辟为使节出使西川封节度使王建为蜀王。因梁王宣武军节度使朱全忠迫使昭宗迁都，又杀张濬、王溥，王锴和张濬子张格请求王建不让他们回去复命，从此留在西川，并被署为节度推官，同掌文檄。

## 前蜀年间
天祐四年（907年）唐朝灭亡、王建在自己控制的地盘上建立蜀国（史学界称前蜀）称帝即高祖皇帝后，王锴官至翰林学士，又迁御史中丞。曾任仆射、司空，与御史大夫馮涓等小酌，王锴举行酒令，要求一字三呼、两物相似，说：“乐乐乐，冷淘似馎饦。”冯涓说：“己已巳，驴粪似马矢。”座上大笑，冯涓只是长啸。武成二年（909年）八月，王建任他为中书侍郎，授同中书门下平章事，拜为宰相。永平元年（911年），王建建造新宫，于其中收集四部书，王锴上表称赞此事，历数历代帝王用不同手段收集和鼓励阅读书籍。永平二年（912年）五月，王锴罢相任兵部尚书，但次年四月复为宰相、中书侍郎。
王锴为相时，曾为僧人贯休作像赞。
在王建之子王衍统治期间，王锴和庾传素同朝为相。王衍的狎客文思殿大学士韩昭、内皇城使潘在迎、武勇军使顾在珣诱导王衍宴游无度，王锴、庾传素和大多数其他官员对王衍幾無匡正。乾德元年（919年）八月，王衍东巡阆州，花费很大，群臣多直谏，当月王锴刚判六军诸卫事，没有为此说话，也没有为抗议而辞职。国事日非，王锴、庾传素自保宠禄，无所规正。后唐的一场大规模入侵导致咸康元年（925年）王衍投降，前蜀灭亡。王衍命翰林学士李昊草降表给后唐庄宗，王锴草降书给后唐入蜀军队的名义总指挥、西川四面行营都统庄宗子魏王李继岌。百官王锴等着衰绖，徒步赤脚抬棺号哭待命，李继岌、郭崇韬承制释罪，君臣东北向拜谢。

## 前蜀灭亡后
庄宗最初答应封王衍以荣衔，于是李继岌于同光四年（926年）将王衍及大批前蜀官员及家属数千人送往都城洛阳。但因军队不满庄宗没有给士卒足量奖赏及杀将领郭崇韬、李继麟，后唐政权开始被卷入多起叛乱，庄宗起初命王衍暂歇于长安，后下令诛杀其一家。前蜀官员们奉令继续前往洛阳，但当他们到达时，庄宗已在洛阳死于一场兵变，由养兄后唐明宗继位。明宗任很多原前蜀官员为各州府刺史、少尹、判官、司马，王锴为首被任为陵州刺史，唯有原前蜀永平军节度使兼侍中马全慨然说“国亡至此，生不如死！”绝食而死。王锴和前蜀诸臣上表乞求安葬王衍骸骨，为人所称道。明宗宣原蜀官员宰相王锴、张格、庾传素及御史中丞牛希济，各赐一韵，让他们试作蜀主降唐诗五十六字，王锴等都言及王衍僭号、荒淫、失国，只有牛希济不谤故主。天成三年（928年）秋七月，因王建族子陕州行军司马王宗寿请求，王衍得以以诸侯礼下葬。
王锴任期未满就被代任召回京城，天成三年（928年）因他坚请，以检校司空、工部尚书致仕。同年病故于长安里第，以礼迁葬华阴县积善乡王桃里祖坟。
王锴家藏异书数千本，亲自书写释藏书若干卷，也以书法和好学闻名。

## 家世
- 高祖父王翊，唐朝御史大夫赠户部尚书
- 曾祖父王仓，唐朝湖南观察使，累赠潞州大都督府太尉
- 祖父王敬仲，唐朝处州刺史，累赠太傅

无子。

## 评价
- 《十国春秋》论曰：许寂温和而儒素，王锴淹洽而有文，黼黻太平，宜矣，迺社稷倾危，勿之能救，其罪均也。